# Polski ogień
Polski ogień – wspólne przedsięwzięcie wytwórni TamTam Records i Germaican. Na płycie znajdują się utwory nagrane przez czołowych polskich wokalistów i wokalistki reggae i dancehall na riddimach stworzonych przez niemiecką wytwórnię Germaican. Promuje w kraju i na świecie polską scenę dancehall.

## Lista utworów
1. Lech Janerka, Sidney Polak, Junior Stress – Konstytucje 2006 (money bag)
2. Marika – Siła Ognia (doctor's darling)
3. Bob One & Da Bass – Sensimilla (opium)
4. Pablopavo & Reggaenerator – Gyal Na Medal (electric boogie)
5. Deer – Bałagan (cure)
6. Junior Stress & Tony Junior B.I.G. – Sen de la Chica (messer banzani)
7. Cheeba & Grizzlee – Ognia Nie Gaście (burning)
8. Mista Pita – Bus 77 (u-turn)
9. Natural Dread Killaz – Dancehall (pharaoh)
10. Marika – What’s Your Flava? (curefix)
11. Ras Luta – W Stronę Światła (high noon)
12. Mesajah – Boom Na Babilon (rodeo)
13. Mista Pita & Lady Mocca – Śmietnik (typhoon refix)
14. Cheeba – Mammona (nasty dawg)
15. Ola Monola & Madmike – Strach (tragedy)
16. Ras Luta – Piękni Ludzie, Piękny Świat (money bag)
17. Grizzlee – Zmiany (money bag)
18. Silesian Sound – Będzie Dobrze (money bag)
19. Junior Stress – Kiedy Nie Myślę O Niczym (money bag)
20. Ill Inspecta – Rudebwoy Anthem (money bag)

(w nawiasach nazwy wykorzystanych riddimów)